# Filature de coton
Une filature de coton est un bâtiment qui abrite des machines de filage ou de tissage pour la production de fils ou de tissus à partir de coton, un produit important pendant la révolution industrielle dans le développement du système industriel. 

## Histoire
Bien que certains aient été actionnés par la traction animale, la plupart des premiers moulins sont construits en zone rurale, au bord de rivières et de ruisseaux à fort débit, et utilisent des roues hydrauliques pour produire de l'énergie. Le développement de machines à vapeur performantes par Boulton & Watt à partir de 1781 conduit à la croissance de moulins à vapeur de plus grande taille. Ils sont construits de manière concentrée dans les villes industrielles urbaines, comme Manchester en Angleterre dont la ville voisine, Salford comptera plus de 50 moulins en 1802.
La mécanisation du processus de filature dans les premières usines contribue à la croissance de l'industrie de la machine-outil, permettant la construction de filatures de coton plus grandes. Des sociétés anonymes sont créées pour construire des filatures et, avec l'activité des salles de marché de la bourse du coton de Manchester, une vaste ville commerciale se développe. Les filatures ont généré une demande d'emploi, attirant des travailleurs issus de zones essentiellement rurales et de populations urbaines en pleine expansion. Elles fournissaient des revenus aux jeunes filles et aux femmes. Le travail des enfants était utilisé dans les filatures, et le système des usines a conduit à la syndicalisation du travail. Les mauvaises conditions de travail ont fait l'objet de révélations. En Angleterre, les Factory Acts ont été rédigés pour les réglementer.
L'industrie du coton, à l'origine un phénomène du Lancashire, fut copiée en Nouvelle-Angleterre et à New York, puis dans les États du sud des États-Unis. Au XXe siècle, le nord-ouest de l'Angleterre perd sa suprématie au profit des États-Unis,. Dans les années d'après-guerre, le Japon, d'autres pays asiatiques et finalement la Chine deviennent dominants dans la production de coton.
Les filatures modernes sont principalement construites autour de techniques de filage à bouts libérés utilisant des rotors ou de filage à anneaux utilisant des broches. En 2009, il y avait 202 979 000 broches de filage à anneaux installées dans le monde, dont 82 % en Asie ou en Océanie et 44 % en Chine. La même année, étaient dénombrés 7 975 000 rotors de filage à bouts libérés installés, dont 44 % en Asie ou en Océanie et 29 % en Europe de l'Est. L'âge moyen des rotors installés est bien inférieur à celui des broches et, comme les rotors sont 7 à 10 fois plus productifs, ils sont responsables de 20 % du coton filé dans le monde. 
Les filatures de coton modernes sont de plus en plus automatisées. Une grande filature de Virginie, aux États-Unis, employait 140 travailleurs en 2013 pour une production qui aurait nécessité plus de 2 000 travailleurs en 1980.

## Filatures notables
- Abbaye de Saint-Denis-en-Broqueroie (Belgique)
- Boston Manufacturing Company (États-Unis)
- Compagnie de développement du Nord (République démocratique du Congo)
- Famille Wallaert (Lille, France)
- Hotel Andel's Łódź (Pologne)
- Hôtel de la Motte-Sanguin (France)
- Leipziger Baumwollspinnerei (Allemagne)
- Quarry Bank Mill (Angleterre)